# Capparis tchaourembensis
Capparis tchaourembensis är en kaprisväxtart som beskrevs av Fici. Capparis tchaourembensis ingår i släktet Capparis och familjen kaprisväxter. Inga underarter finns listade i Catalogue of Life.